# Albert-Édouard Janssen
Pour les articles homonymes, voir Janssen.
Pour les autres membres de la famille, voir Famille Janssen.
Albert-Édouard Janssen est un homme politique, banquier et professeur belge né à Anvers le 1er avril 1883 et décédé au Château Valduc à Hamme-Mille le 29 mars 1966.

## Biographie
Albert-Édouard étudie le droit et les sciences politiques et diplomatiques à l'Université Catholique de Louvain. Il est un des premiers docteurs, en 1911, de l'École des sciences politiques. Il devient alors enseignant à cette école jusqu'en 1919 où il enseigne à la Faculté de droit. En 1907, il est choisi pour faire un stage auprès d'Henry Carton de Wiart, juriste, député du parti catholique et préoccupé de progrès social, et est inscrit en 1910 au tableau de l'ordre des avocats. Cette carrière au barreau ne continue cependant pas car il entre à la Banque nationale de Belgique. Il participe aux travaux de la Conférence de La Haye. En 1914, il est nommé secrétaire de la Banque.
Durant la Première guerre mondiale, à l'exemple du cardinal Mercier, il est associé à la résistance à l'occupant  ainsi qu'à une politique sociale en aidant les petits rentiers et les classes populaires.
En 1919, il est nommé directeur de la Banque nationale de Belgique et le restera jusqu'en 1925.

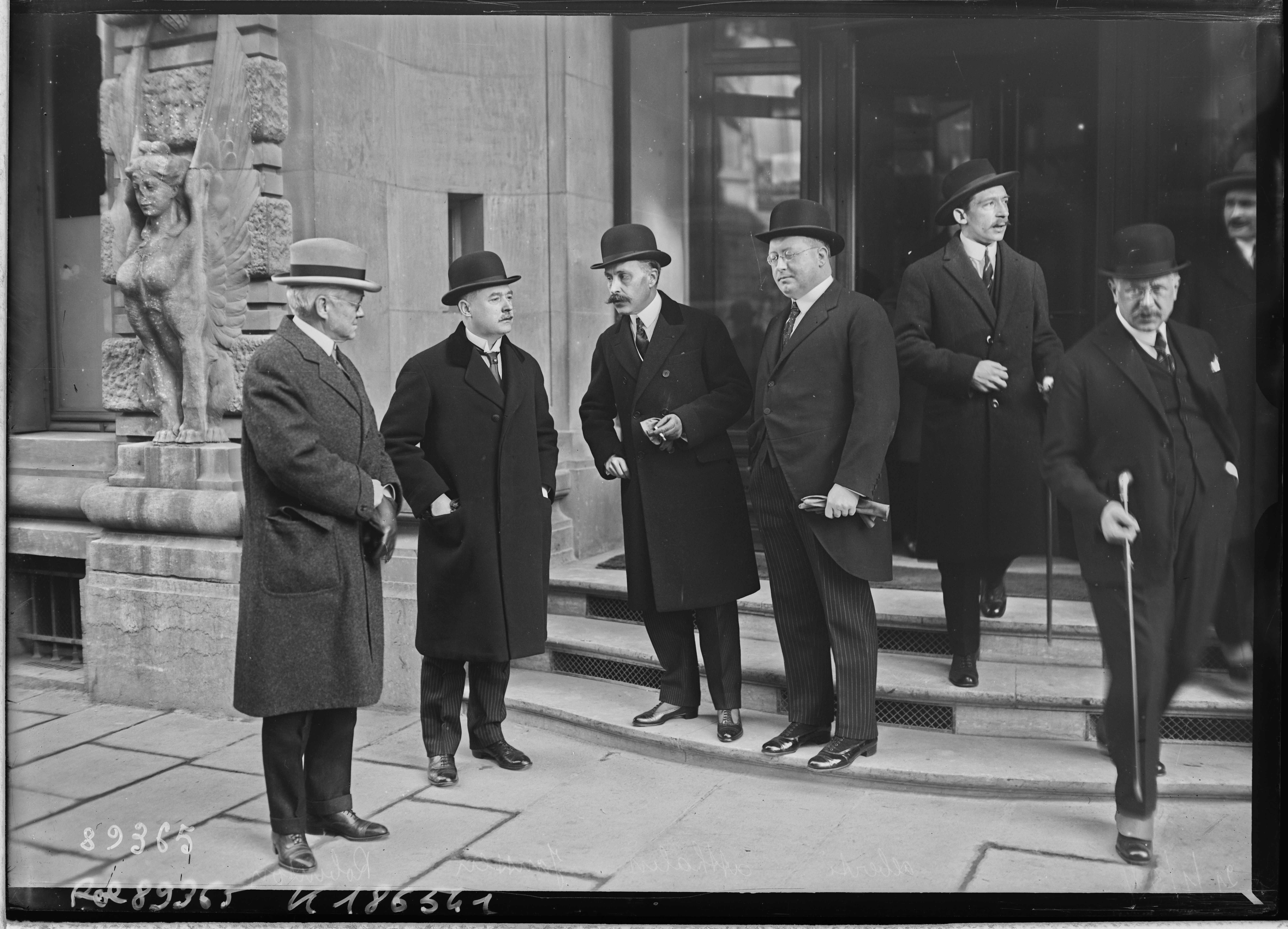
Henry Robinson (délégué américain), Albert-Edouard Janssen (délégué belge), Laurent-Atthalin (délégué français), Alberti (délégué italien), faisant partie du comité d'experts réunis à l'hôtel Astoria de Paris (1924).

Il participe à plusieurs missions, notamment à Paris, à la Commission des Réparations des nombreuses destructions et spoliations subies par la Belgique. En 1924, il est choisi pour représenter la Belgique au comité d'experts du Plan Dawes . En 1925, il devient ministre des Finances dans le cabinet de Prosper Poullet. Il donna cependant sa démission l'année suivante à la suite de son échec de tenter de stabiliser la monnaie. En 1929, il est élu président de la Commission de l'Or, créée par le Comité Financier de la Société des Nations.
Il cumule les mandats dans le secteur public comme la Société nationale de crédit à l'industrie en tant qu'administrateur, Commission du Ducroire en tant que président, Caisse générale d'épargne et de retraite en tant que membre du comité de direction. Il fait de même dans le secteur privé : la Banque générale belge, la Société belge de banque, la Banque diamantaire anversoise, l'Union générale belge d'électricité, l'Union chimique belge et la Compagnie belge d'assurances générales.
En 1935, il réorganise la Banque belge du Travail ainsi que le Boerenbond. Le 6 décembre 1938, il remplace Max-Léo Gérardau poste de ministre des Finances, dans le cabinet de Paul-Henri Spaak. Trois mois après, le cabinet démissionne.
Durant la Seconde guerre mondiale, il met de nouveau en place des aides sociales au bénéfice des foyers, des sinistrés, des déportés et surtout des mères de famille. Il fonde au sortir de la guerre l'Hommage national à la Mère de Famille. Il est également administrateur de Caritas Catholica Belgica et président d'École et Famille. Il présida notamment le Comité National de l'Épargne Mobilière.
Il est nommé Ministre d'État en juin 1949 et est de nouveau Ministre des Finances de 1952 à 1954. Il participe aux négociations en vue d'atténuer la pression inflationniste que l'Union Européenne des Paiements exerçait sur la Belgique. Durant son mandat, il essaya d'équilibrer les budgets et de consolider la dette.
Deux ans plus tard, il est coopté au Sénat par le Parti social-chrétien. Jusqu'à la fin de sa vie, il continua son métier de banquier et de professeur. Il aura également des mandats à la Banque des règlements internationaux à Bâle, à la Chambre de commerce internationale et au Conseil de la Fédération bancaire de la Communauté européenne.
Douglas MacArthur II, ambassadeur des États-Unis à Bruxelles (1961-1965), le considérait comme un « great gentleman ».

## Distinctions
- Grand-cordon de l'ordre de Léopold,
- Grand-croix de l'ordre de la Couronne,
- Croix de guerre 1940-1945 (avec Lion de bronze),
- Médaille de la Résistance 1940-1945,
- Médaille du Résistant civil 1940-1945,
- Médaille d'or de la Reconnaissance belge 1940-1945. ( Il avait déjà reçu une médaille en bronze  ronde de 210 grammes et de 8 cm. de diamètre la Belgique reconnaissante, œuvre signée par Godefroid Devreese, pour ses activités durant la Première Guerre mondiale),
- Médaille commémorative de la Guerre 1940-1945 (avec deux éclairs entrecroisés),
- Croix civique de 1re classe,
- Décoration industrielle de 1re classe,
- Grand-coix de l'ordre de Saint-Sylvestre (Saint Siège),
- Grand-croix de l'ordre de Saint-Grégoire-le-Grand (Saint Siège),
- Grand-croix de l'ordre d'Orange-Nassau (Pays-Bas),
- Grand-cordon de l'ordre du Mérite Autrichien,
- Grand-cordon de 1re classe de l'ordre de l'Épi d'or (Chine),
- Grand-cordon de l'ordre de l'Aigle d'Estonie,
- Commandeur 1er degré de l'ordre du Jade (Chine),
- Commandeur de l'ordre de la Couronne de Chêne (Luxembourg),
- Grand-officier de l'ordre Polonia Restituta (Pologne),
- Grand-officier de l'ordre de la Couronne d'Italie,
- Officier de la Légion d'honneur (France).

## Prix Janssen
Ce prix, d'un montant à l'origine de 100,000 BEF, a été institué par l'Association belge des Banques et récompense tout travail original dans le domaine de la théorie monétaire ou des sciences bancaires et financières.
Le prix fut attribué notamment à:
- en 1965: E. COBBAUT, La politique de dividendes des entreprises belges et américaines 1964-1965
- en 1973: André FARBER, Contribution théorique et empirique à l'étude des fonds de placement
- en 1975: V. JANSSENS, De Belgische Frank - Anderhalve eeuw geldgeschiedenis

## Publications de Albert-Édouard Janssen
- Les conventions monétaires, Bruxelles, Larcier, 1911, 569p.
- "Le Gold Point", in Revue des questions scientifique, avril 1914.
- "Le problème de l'or en 1934" in Bulletin de l'institut des Sciences économiques de l'Université de Louvain, p. 471.
- Livre de Raison de la famille Janssen de Mouland - quatre siècles de notes et souvenirs (1500 - 1925)